# Concours des ensembles de gymnastique rythmique aux Jeux olympiques d'été de 2020
Pour un article plus général, voir Gymnastique rythmique aux Jeux olympiques d'été de 2020.
Navigation
Rio de Janeiro 2016 Paris 2024
Les compétitions de gymnastique rythmique des Jeux olympiques d'été de 2020 organisés à Tokyo (Japon), se déroulent à l'Ariake Arena.

## Calendrier
| Q | Qualification | F | Finale |

| Épreuve↓/Date →        | Ven. 6 | Sam. 7 | Dim. 8 |
| ---------------------- | ------ | ------ | ------ |
| Concours des ensembles |        | Q      | F      |

## Format de la compétition
La compétition consiste en une épreuve de qualifications et une épreuve finale. Les huit premières gymnastes sont qualifiées pour l'épreuve finale. Pour chaque épreuve, l'équipe exécute deux exercices (un avec des balles, l'autre avec des rubans et des cerceaux), et les scores obtenus sont ajoutés pour donner la note totale.

## Qualifications
Les qualifications ont eu lieu le samedi 7 août 2021.
| Place | Nation      | 5           | 2 + 3       | Total  | Qualifications |
| ----- | ----------- | ----------- | ----------- | ------ | -------------- |
| 1     | Bulgarie    | 47.500 (1)  | 44.300 (1)  | 91.800 | Q              |
| 2     | ROC         | 45.750 (2)  | 43.300 (3)  | 89.050 | Q              |
| 3     | Italie      | 44.600 (3)  | 42.550 (4)  | 87.150 | Q              |
| 4     | Israël      | 44.000 (4)  | 40.650 (7)  | 84.650 | Q              |
| 5     | Chine       | 41.600 (6)  | 42.000 (5)  | 83.600 | Q              |
| 6     | Ukraine     | 41.450 (7)  | 41.250 (6)  | 82.700 | Q              |
| 7     | Japon       | 40.400 (8)  | 39.325 (8)  | 79.725 | Q              |
| 8     | Biélorussie | 36.000 (12) | 43.650 (2)  | 79.650 | Q              |
| 9     | Ouzbékistan | 42.100 (5)  | 36.900 (11) | 79.000 | R              |
| 10    | Azerbaïdjan | 36.700 (10) | 37.650 (10) | 74.350 | R              |
| 11    | États-Unis  | 37.850 (9)  | 35.825 (12) | 73.675 |                |
| 12    | Brésil      | 35.450 (13) | 37.800 (9)  | 73.250 |                |
| 13    | Égypte      | 36.300 (11) | 33.050 (13) | 69.350 |                |
| 14    | Australie   | 20.850 (14) | 19.500 (14) | 40.350 |                |

## Finale
| Place              | Nation      | 5          | 2 + 3      | Total  |
| ------------------ | ----------- | ---------- | ---------- | ------ |
| Médaille d'or      | Bulgarie    | 47.550 (1) | 44.550 (1) | 92.100 |
| Médaille d'argent  | ROC         | 46.200 (2) | 44.500 (2) | 90.700 |
| Médaille de bronze | Italie      | 44.850 (4) | 42.850 (3) | 87.700 |
| 4                  | Chine       | 42.150 (7) | 42.400 (4) | 84.550 |
| 5                  | Biélorussie | 45.750 (3) | 38.300 (6) | 84.050 |
| 6                  | Israël      | 44.100 (5) | 49.750 (5) | 83.850 |
| 7                  | Ukraine     | 40.350 (8) | 37.250 (7) | 77.600 |
| 8                  | Japon       | 42.750 (6) | 29.750 (8) | 72.500 |